# Cuadros de una exposición

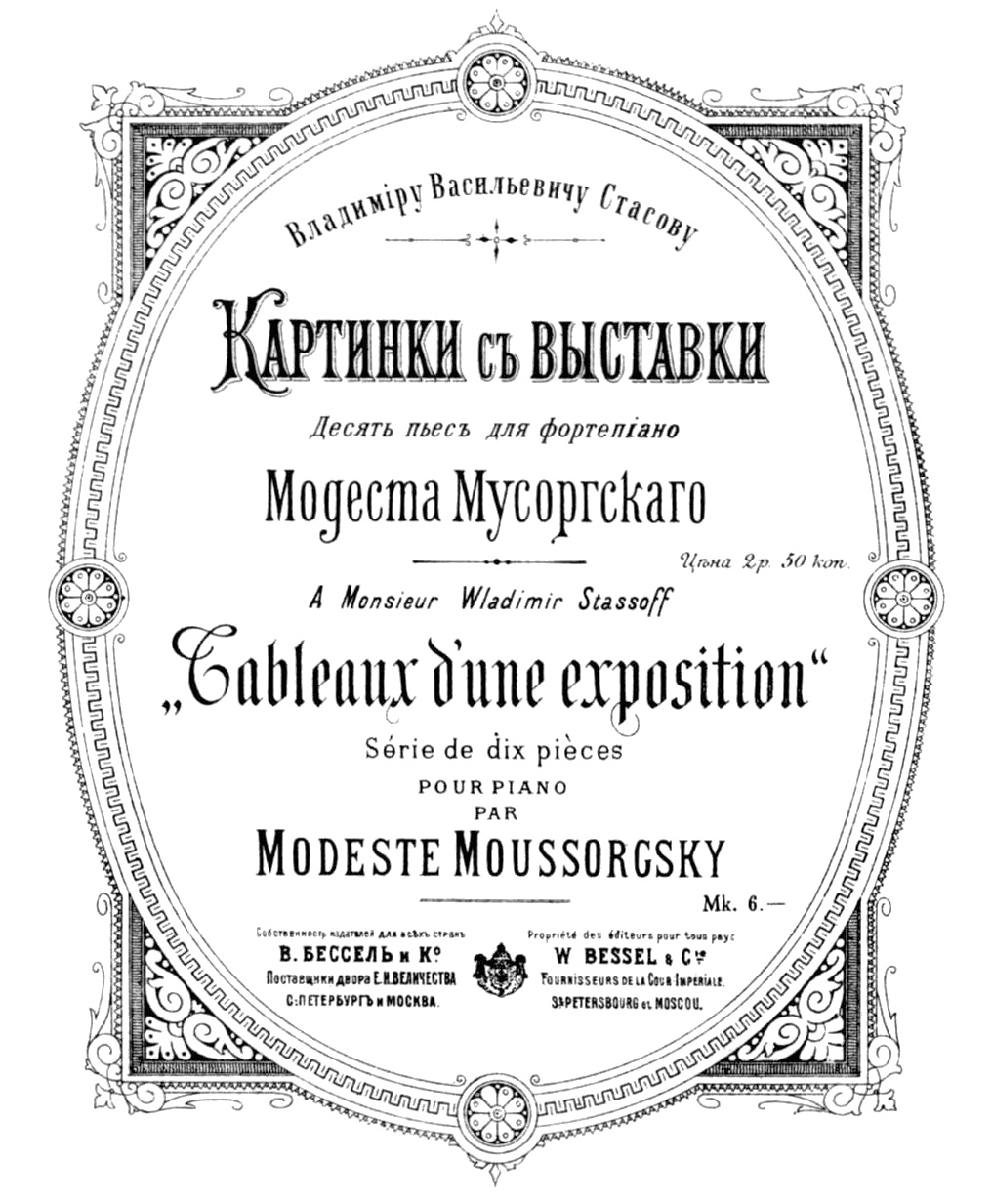
Portada de la primera edición de Cuadros de una exposición.

Cuadros de una exposición (en ruso: Карти́нки с вы́ставки, Kartinki s výstavki) es una famosa suite de piezas, compuesta por Modest Músorgski (1839-1881) en 1874. Músorgski escribió la obra para piano, aunque ha sido conocida y más interpretada por la orquestación que el compositor Maurice Ravel (1875-1937) hizo de ella en 1922.
Músorgski compuso esta obra inspirado en diez pinturas y dibujos incluidos en una exposición póstuma de su gran amigo, el artista y arquitecto Víktor Hartmann (1834-1873), quien solo tenía 39 años cuando murió. La exposición fue organizada por Vladímir Stásov (1824-1906), escritor, crítico musical y asesor del Círculo de Balákirev. A manera de homenaje, el compositor quiso «dibujar en música» (música programática) algunos de los cuadros expuestos y dedicó la partitura a Stásov.

## Los cuadros
cuadros de Hartmann que conformaban la exposición eran los siguientes:
- Gnomos: un gnomo alargando con pasos torpes, sus piernecillas torcidas, con aullidos y convulsiones. Es representado en la forma de un cascanueces.
- Il vecchio castello (El antiguo castillo): un castillo de la Edad Media, ante el cual canta un trovador bajo un balcón.
- Tuileries (Tullerías): en la alameda de un jardín, algarabía de niños junto a sus juegos.
- Bydlo (“cabeza de ganado”): una carreta polaca con dos enormes ruedas, enganchada a dos bueyes. (Con un gran manejo de la dinámica, Músorgski refleja el acercamiento y alejamiento de la carreta).
- Ballet de polluelos en sus cáscaras: imagen humorística de dos polluelos festivos; este dibujo a tinta china fue hecho para el decorado del ballet Trilbi.
- Samuel Goldenberg y Schmuyle: dos judíos polacos, uno rico y arrogante, el otro pobre y plañidero. Cabe destacar que hay interpretaciones que sitúan en escena a un solo personaje pero con dos caras: su lado de apariencia europea y su verdadera naturaleza judía. Esto ha llevado que sea visto como una muestra del antisemitismo del compositor, reflejado en su correspondencia y muy común también en la época y en su contexto.[2]

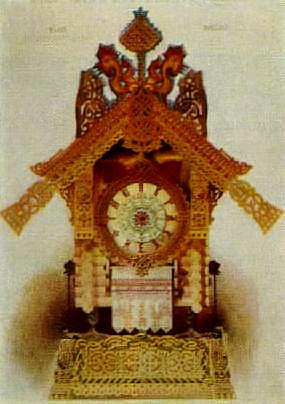
Reloj que representa la cabaña de Baba Yaga.

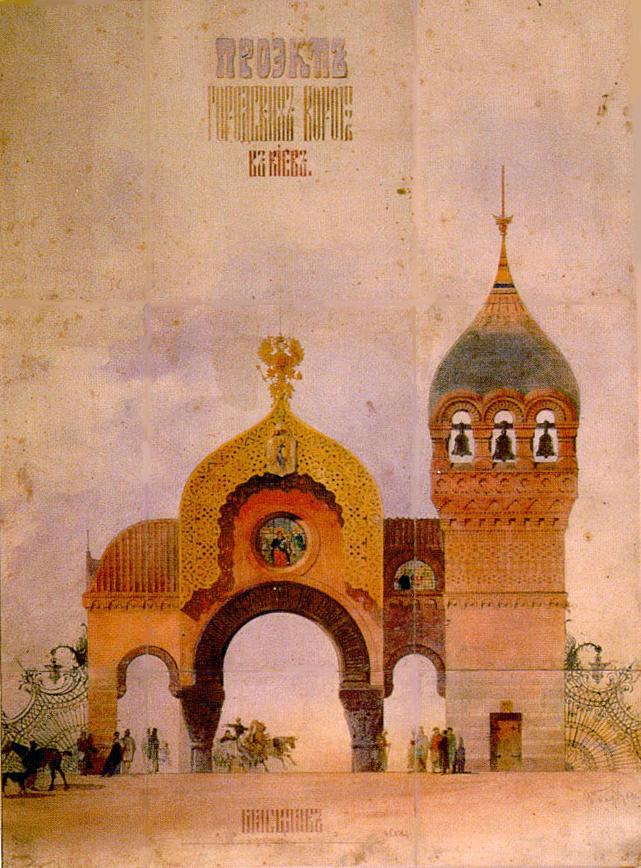
La Gran Puerta de Kiev, según Hartmann.

- El mercado de Limoges: unas mujeres discutiendo animadamente en el mercado.
- Catacumbas: se ve allí a Hartmann y dos sombras, visitando las catacumbas de París a la luz de una linterna.
- La cabaña sobre patas de gallina: una cabaña con forma de reloj, donde vive la bruja Baba-Yaga. Las patas de gallina le sirven para atacar a cualquiera que se acerque (como niños perdidos). También lleva un mortero de piedra donde tritura los huesos de los niños.
- La Gran Puerta de Kiev: proyecto de construcción arquitectónica, en el estilo ruso antiguo, con cúpula en forma de casco. Diseño de un monumento para honrar al zar Alexander II. Aquí Musorgsky imita el sonido festivo de las campanas rusas.

La cabaña sobre patas de gallina, el Ballet de polluelos en sus cáscaras, El viejo castillo y Gnomos son las piezas más extrañas o fantásticas. Por otro lado, los cuadros más realistas o poéticos serían: La Gran Puerta de Kiev, Catacumbas, El mercado de Limoges, Samuel Goldenberg y Schmuyle, Bydlo y Tuillerie. Para dar unidad a esta alternancia, Musorgski recurre a la repetición de una pieza, nombrada Promenade (paseo), que simula el recorrido del visitante por la exposición. El tratamiento de este tema es el que describe la acción y crea la tensión: aparece íntegro la primera y quinta vez y fragmentado entre ambos. Después de la quinta repetición desaparece para empezar a mezclarse motívicamente con los cuadros: lo que significa que el visitante ha dejado de ser un mero espectador y ha entrado en el mundo dibujado.

## Exploración armónica
Puede tomarse Cuadros de una exposición como ejemplo de los dos principales sistemas armónicos que el Círculo de Balakirev desarrolló durante su producción y exploración musical. El primero es la armonización diatónica de las canciones folk (o de sus imitaciones). Podemos ver este método en la recolección de canciones que Balakirev publicó en 1866. En dichas armonizaciones, el compositor intentó mantener la ambigüedad tonal evitando los acordes de dominante y las modulaciones, a favor de acordes estáticos y notas pedales. Por otro lado tenemos la armonía cromática, codificada para los pasajes fantásticos, mitológicos, demoníacos o de magia. Se usaban la escala de tonos enteros o la octatónica. Ambos tipos de armonías estaban claramente codificadas y se utilizaban paralelamente pero nunca se confundían.

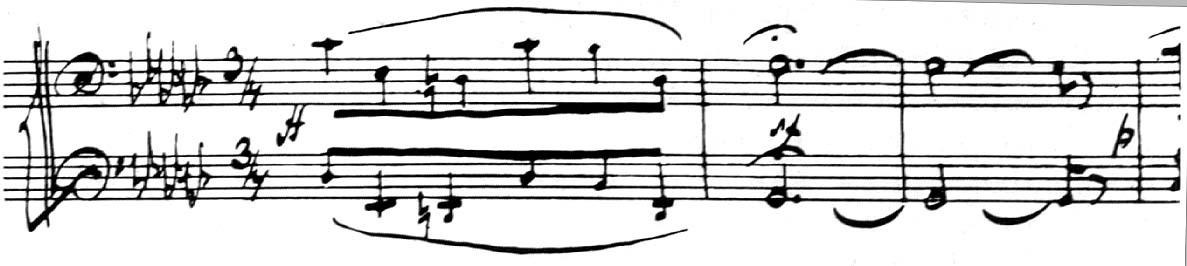
Comienzo de Gnomus, por el propio Músorgski.

Cuadros de una exposición es un ejemplo perfecto, pues cada pintura pertenece a uno de los dos sistemas alternos. Así, en las piezas que representan el mundo fantástico encontramos la escala de tonos enteros, la octatónica, pasajes modales, yuxtaposición de acordes inesperados... El estilo diatónico sirve para los cuadros poéticos y para Promenade, como claro contraste además de significar una referencia al protyazhnaya del repertorio popular ruso.

## Realismo
Según el escritor e historiador Francis Maes, podría entenderse el realismo por el que abogaba el Círculo de Balakirev como una adaptación de la filosofía realista rusa (con referentes como Chernishevsky, o los escritores Dostoyevsky, Tolstoy y Chekhov). Por ello era fundamental para ellos la conexión entre forma y contenido. La realidad empírica era la única realidad y la belleza no era una mera abstracción intelectual estática sino que cambiaba arrastrada por el cambio del mundo real.
Dos tipos de expresiones sujetas a este concepto se han entendido en la producción de Músorgski. La primera su producción vocal, por ser entendido en dicho paradigma el canto como la expresión musical más “natural” y real. También por la adecuación en el trabajo del compositor de la música y las características de la lengua rusa. La segunda y más evidente son obras como Cuadros de una exposición, que tienen un referente directo en la realidad y que de alguna manera trata de imitarlo o simularlo: un objeto visual artístico concreto, con unos personajes, unos espacios, unas historias... pero sobre todo unas emociones y unas vivencias.

## Versiones
Aunque la orquestación que Ravel hizo en 1922 de Cuadros de una exposición es la más conocida e interpretada hoy en día, muchos han sido los interesados en versionar y orquestar el ciclo. Por la misma época, el director de la Ópera de Finlandia, Leo Funtek, trabajaba en el mismo proyecto, y antes que él Mikhaíl Tushmalov y sir Henry Wood ya lo habían intentado.
Esto no es sólo fruto de la atracción que produce la obra para ser reelaborada o versionada (como lo hace también el resto de la producción de Musorgski) sino que entraron en juego también asuntos de derechos de autor. Cuando el dueño de la editorial Edition Russe de Musique, Serguéi Kusevitski es nombrado director de la Orquesta Sinfónica de Boston en 1924, adquiere la famosa orquestación de Ravel en su empeño por convertirse en el abanderado de la música rusa fuera de sus fronteras. Kusevitski mantuvo los derechos hasta 1929 para después pedir desorbitantes costes por ella. Esto hizo que otros directores buscaran alternativas dadas por ejemplo por Lucien Cailliet, Leopold Stokowski o Walter Goehr. Pero ninguna trascendió al repertorio canónico como la versión de Ravel.
A partir de la segunda mitad del siglo XX, ha ido aumentando el interés por la versión original para piano, y las interpretaciones y modificaciones que pueden hacerse, tanto en el marco de la música clásica como de la contemporánea o el rock. También hemos visto intentos de volver al estilo sinfónico de Músorgski, desconfiando del a veces controvertido “filtro francés”, en orquestaciones como la de Vladímir Áshkenazi (1982).

### Versiones sinfónicas
- Nikolái Rimski-Kórsakov orquestó dos movimientos de la obra.

- En 1891 Michail Tuschmalov, discípulo de Rimski-Korsakov, publicó la instrumentación más temprana, que contiene solo una selección de 7 cuadros.

- 1915 Henry Wood, solo "Promenade".

- En 1922 Maurice Ravel elaboró la obra para orquesta, por encargo de Sergéi Kusevitski, director de los Concerts Symphoniques de París. En El viejo castillo Ravel hizo que el fagot y el saxofón compartieran una apaciguada y a la vez melancólica melodía con el acompañamiento de las cuerdas. Intenta mantenerse fiel a la estructura original, la única licencia que toma es la de eliminar la quinta Promenade que precede al cuadro Limoges. Le marché.[6]

- 1922 Leo Funtek
- 1922 Giuseppe Becce, para orquesta de salón
- 1925 Leonidas Leonardi
- 1937 Lucien Cailliet
- 1938 Leopold Stokowski, sin Tuileries ni El mercado de Limoges
- 1942 Walter Goehr
- En 1955, Sergej Gortschakow hizo el primer intento de una versión fiel al original.
- 1957 Ralf Burns, para orquesta de jazz
- 1959 Daniel Walter
- 1963 Mark Hindsley
- En 1963, el pianista de jazz Allyn Ferguson publicó una versión nueva que interpretó junto con su orquesta bajo el título „Pictures Framed in Jazz“.
- 1970 Helmuth Brandenburg
- 1974 Emile Naumoff, para piano y orquesta
- 1977 Zdeněk Mácal
- 1977 Lawrence Leonard, para piano y orquesta
- 1982 Vladímir Áshkenazi en versión fiel al original
- 1983 Pung Siu-Wen
- 1992 Thomas Wilbrandt
- 1995 Byrwec Ellison
- 1997 Carl Simpson
- 2000 Vladimir Boyashov, para orquesta de folklore ruso
- 2000 Hanspeter Gmür
- 2002 Julian Ju, para orquesta de cámara
- 2002 Christoph Günzel, para banda sinfónica
- 2016 Walter Hilgers, arreglo para gran conjunto de metales (6 trompetas, 4 trompas, 4 trombones, 1 bombardino, 2 tubas, timbales, 4 percusionistas y 2 arpas (agathon music verlag)

### Otras versiones
- El grupo de rock progresivo Emerson, Lake & Palmer lanzó su Pictures at an Exhibition en 1971.
- El grupo de symphonic metal/death metal austríaco Hollenthon, incluyó la melodía inicial de Baba Yaga en la canción "On The Wings Of A Dove" del álbum Opus Magnum.
- El grupo de thrash metal progresivo alemán Mekong Delta versionó la obra completa en su disco Pictures at an Exhibition.
- El contrabajista colombiano Mauricio Romero hizo una adaptación libre para solo contrabajo de la integral de la obra original.
- El guitarrista japonés Kazuhito Yamashita (1961-) hizo un virtuoso arreglo de esta obra para guitarra sola.
- El escritor italiano Vittorio Caratozzolo (Génova, 1960) en 2008 publicó el cuento para la música de Músorgski intitulado Attraverso i «Quadri di un'esposizione» [‘A través de los "Cuadros de una exposición"’].[7]
- Isao Tomita, compositor japonés de música electrónica, grabó la versión original de la obra únicamente con sintetizadores. Fue su segundo álbum oficial publicado en 1975, y deja muy evidente lo descriptivo de los cuadros, sobre todo la danza de los pollitos en sus cascarones, agregando una gallina y un gato.
- El organista alemán Ernst-Erich Stender hizo una adaptación a órgano de toda la obra.
- El tema «Cathedral pictures», del álbum Animusic 2, elaborado por Wayne Lytle, posee partes de esta obra.
- Pictures at an Exhibition, versión en armónica de cristal de Glass Duo.
- El grupo Buré grabó para el sello Philips (Disco Philips LP Nª 24006) Promenade-Gnomos y El Judío Rico y el judío pobre.
- David Ortolà compuso una obra contemporánea, Tropos sobre los Cuadros de una Exposición (2012-13), construida añadiendo nuevas capas de sonido sobre la partitura pianística original. Fue grabada por el Tropos Ensemble en su álbum A Noise of Creation (2014).